# Macaria anataria
Macaria anataria, comúnmente conocida (en inglés) como Duck Geometer Moth o "polilla geómetra del pato," es una polilla perteneciente a la familia Geometridae, descrita por primera vez por Louis W. Swett en 1913. Tiene distribución en Nueva Inglaterra.